# More Malice
| Críticas profissionais | Críticas profissionais |
| Avaliações da crítica  | Avaliações da crítica  |
| Fonte                  | Avaliação              |
| ---------------------- | ---------------------- |
| Allmusic               | [ 1 ]                  |
| RapReviews             | [ 2 ]                  |
| HipHopDX               | (3.75/5)               |

"More Malice" é um re-make do álbum Malice N Wonderland, essa reedição foi lançada em 23 de Março de 2010. Conta com remixes das músicas do álbum, e com novas faixas. Conta com um filme, com participação de vários cantores e rapper's como Jamie Foxx, Xzibit, Denyce Lawton e DJ Quik.

## Desempenho comercial
"More Malice"  alcançou a colocação 29 na Billboard 200, vendendo 15,500 na primeira semana.

## Faixas
| N.º            | Título                                       | Produtor(es)              | Duração |  |
| 1.             | "I Wanna Rock (The Kings G-Mix)" (com Jay-Z) | Scoop DeVille, Dr. Dre    | 4:00    |  |
| 2.             | "Protocol"                                   | Nottz                     | 3:14    |  |
| 3.             | "So Gangsta" (com Butch Cassidy)             | Dae One                   | 3:47    |  |
| 4.             | "House Shoes"                                | Drumma Boy                | 3:05    |  |
| 5.             | "That Tree" (com Kid Cudi)                   | Diplo, Paul Devro         | 4:31    |  |
| 6.             | "You're Gonna Luv Me" (com Mac Lucci)        | Sakke                     | 3:03    |  |
| 7.             | "Pronto (G-Mix)" (com Soulja Boy & Bun B)    | B-Don, Super Ced          | 5:21    |  |
| 8.             | "Gangsta Luv" (com The-Dream)                | Tricky Stewart, The-Dream | 4:17    |  |
| Duração total: | Duração total:                               | Duração total:            | 31:18   |  |

| iTunes Edição Deluxe |                                       |                 |         |  |
| N.º                  | Título                                | Produtor(es)    | Duração |  |
| 9.                   | "Gangsta Luv" (Mayer Hawthorne G-Mix) | Mayer Hawthorne | 3:50    |  |
| 10.                  | "I Wanna Rock" (Travis Barker G-Mix)  | Travis Barker   | 4:00    |  |
| Duração total:       | Duração total:                        | Duração total:  | 39:08   |  |

## Desempenho nas paradas
| Paradas (2010)                          | Melhor posição |
| --------------------------------------- | -------------- |
| Estados Unidos (Billboard 200)          | 29             |
| Estados Unidos (Top R&B/Hip Hop Albums) | 10             |
| Estados Unidos (Top Rap Albums)         | 3              |
| Estados Unidos (iTunes Album Chart)     | 22             |
| França (iTunes Album Chart)             | 22             |
| Grécia (IFPI)                           | 45             |
| Reino Unido (iTunes Album Chart)        | 78             |

### Tabelas de fim de ano
| Paradas (2010)                                | Melhor posição |
| --------------------------------------------- | -------------- |
| Estados Unidos (Billboard R&B/Hip-Hop Albums) | 90             |